# Podedwórze (gmina)
Pour les articles homonymes, voir Podedwórze.
Podedwórze est une gmina rurale (gmina wiejska) du powiat de Parczew, dans la Voïvodie de Lublin, dans l'est de la Pologne.
Son siège administratif (chef-lieu) est le village de Podedwórze, qui se situe environ 24 kilomètres (km) à l'est de Parczew (siège du powiat) et 66 kilomètres au nord-est de la capitale régionale Lublin (capitale de la voïvodie).
La gmina couvre une superficie de 107,2 km2 pour une population de 1 848 habitants en 2006.

## Histoire
De 1975 à 1998, la gmina est attachée administrativement à l'ancienne voïvodie de Biała Podlaska.

Depuis 1999, elle fait partie de la nouvelle voïvodie de Lublin.

## Géographie
La gmina inclut les villages (sołectwa) de:

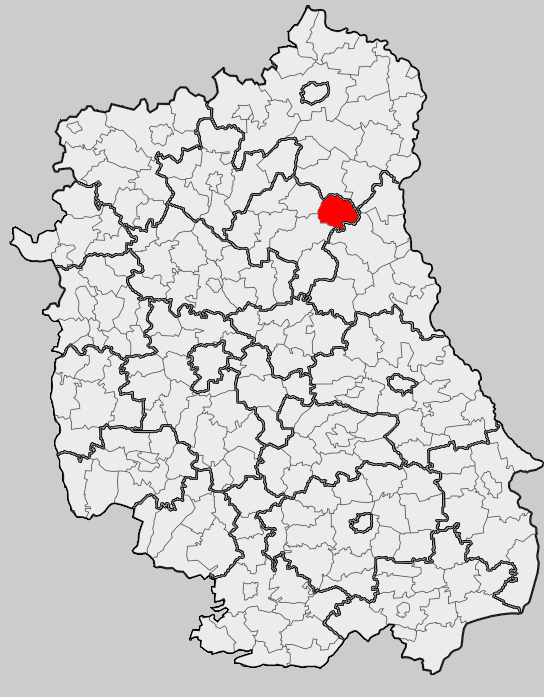
Position de la gmina dans la voïvodie

- Antopol
- Bojary
- Grabówka
- Hołowno
- Kaniuki
- Mosty
- Niecielin
- Nowe Mosty
- Opole
- Piechy
- Podedwórze
- Rusiły
- Zaliszcze

### Gminy voisines
La gmina de Podedwórze est voisine des gminy de:
- Dębowa Kłoda
- Jabłoń
- Sosnówka
- Wisznice
- Wyryki

## Structure du terrain
D'après les données de 2002, la superficie de la commune de Podedwórze est de 107,2 kilomètres carrés, répartis comme telle :
- terres agricoles : 72%
- forêts : 15%

La commune représente 11,25% de la superficie du powiat.

## Démographie
Données du 30 juin 2004:
| Description        | Total  | Total | Femmes | Femmes | Hommes | Hommes |
| ------------------ | ------ | ----- | ------ | ------ | ------ | ------ |
| Unité              | Nombre | %     | Nombre | %      | Nombre | %      |
| Population         | 1 906  | 100   | 980    | 51,4   | 926    | 48,6   |
| Densité (hab./km²) | 17,8   | 17,8  | 9,1    | 9,1    | 8,6    | 8,6    |